# Lecumberry
Lecumberry (baskisch Lekunberri) ist eine französische Gemeinde mit 184 Einwohnern (Stand 1. Januar 2022) im Département Pyrénées-Atlantiques in der Region Nouvelle-Aquitaine (vor 2016: Aquitanien). Die Gemeinde gehört zum Arrondissement Bayonne und zum Kanton Montagne Basque (bis 2015: Kanton Saint-Jean-Pied-de-Port).
Die Einwohner werden Lekunberritar genannt.

## Geographie
Lecumberry liegt ca. 60 km südöstlich von Bayonne im historischen Landstrich Pays de Cize (baskisch Garazi) der historischen Provinz Nieder-Navarra im französischen Teil des Baskenlands. Die Gemeinde grenzt im Süden an die Autonome Gemeinschaft Navarra im Norden Spaniens.
Umgeben wird Lecumberry von den Nachbargemeinden:
| Ahaxe-Alciette-Bascassan | Bussunarits-Sarrasquette                    | Hosta              |
| Estérençuby              | Kompassrose, die auf Nachbargemeinden zeigt | Béhorléguy Mendive |
|                          | (Spanien)                                   | Larrau             |

Lecumberry liegt teilweise im Einzugsgebiet des Flusses Adour und teilweise des Ebro.
Zuflüsse der Nive, ein Nebenfluss des Adour, strömen durch das Gebiet der Gemeinde:
- der Ruisseau l’Ampro mit seinen Nebenflüssen
  - Chiripisiako Erreka und sein Nebenfluss
    - Gasnateguiko Erreka,

  - Uritchondoko Erreka,
  - Intzarrazquyko Erreka mit seinem Nebenfluss
    - Artekoheguiko Erreka mit seinem Nebenfluss
      - Maluzaharreko Erreka und
- der Laurhibar mit seinen Nebenflüssen
  - Etcheberriko Erreka und
  - Ruisseau le Behorleguy, auch Urhandia genannt.

Der Iratiko Erreka, ein Nebenfluss des Aragón, bewässert ebenfalls das Gemeindegebiet im südlichen Teil mit seinen Nebenflüssen:
- dem Ruisseau de Sourzay,
- dem Larreluchéko Erreka,
- dem Patarbeltcheko Erreka,
- dem Oraatéko Erreka und
- dem Rivière l’Egurguy mit seinen Nebenflüssen
  - Iraunabako Erreka mit seinem Nebenfluss
    - Muskuldyko Erreka,

  - Toscako Erreka,
  - Churruztako Erreka und
  - Murgatzaguiko Erreka mit seinem Nebenfluss
    - Contracharoko Erreka.[2]

Die für die Öffentlichkeit nicht zugängliche Grotte Mikelauensilo ist eine der geschützten Naturstätten der Pyrenäen. Sie birgt eine seltene Population von Fledermäusen der Art Mittelmeer-Hufeisennase. Die Tiere und ihr Jagdgebiet in einem Umkreis von 5 km wurden von der Société française pour l’étude et la protection des mammifères in einer Studie im Jahre 2007 untersucht.

## Geschichte

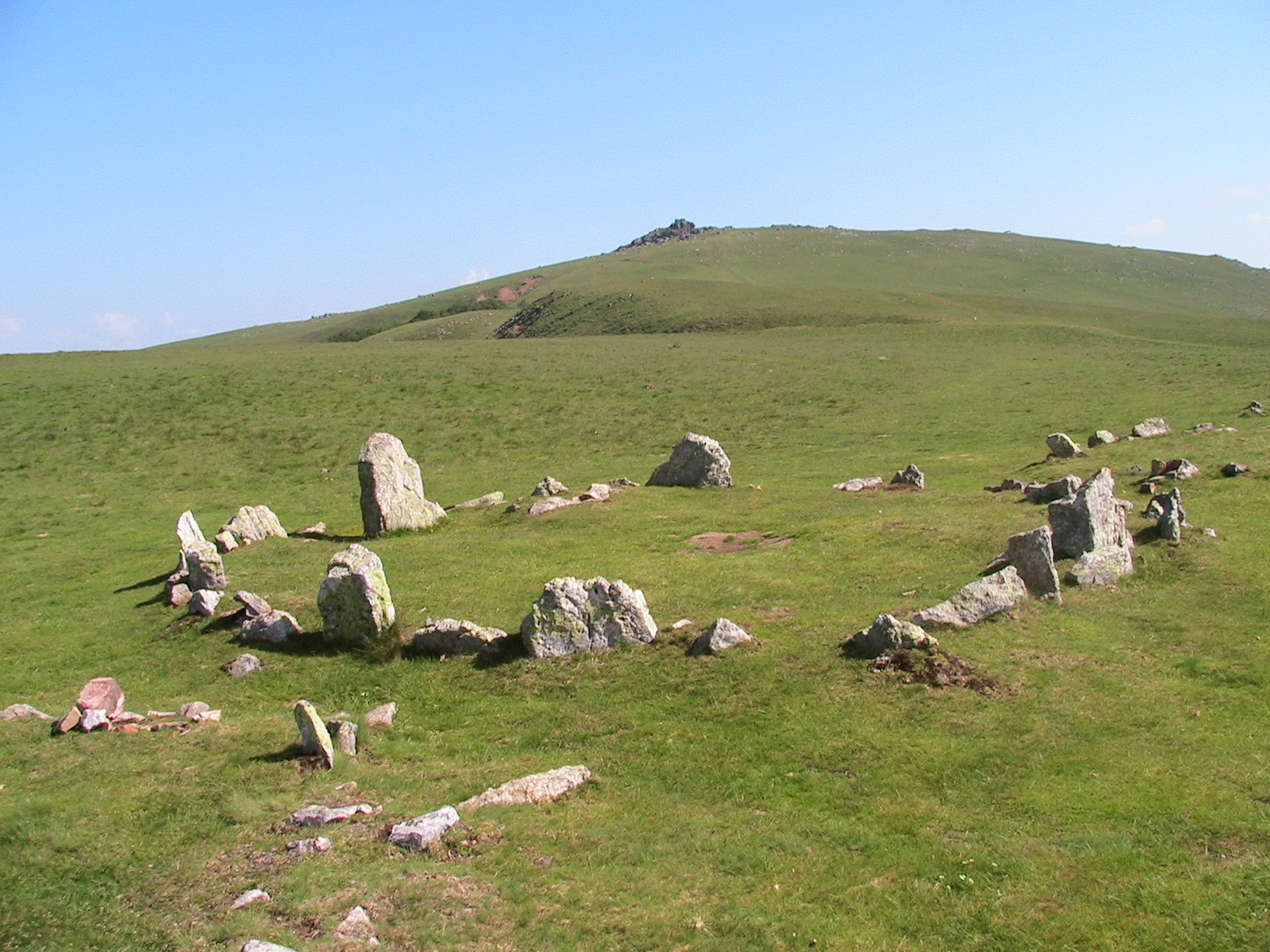
Steinkreis der Nekropole von Okabé

Das Gemeindegebiet ist bereits in einer frühen Epoche besiedelt worden, wie Cromlechs aus der Eisenzeit auf den Höhen des Berges Okabe belegen. Bis zum 15. Jahrhundert wurde die Gemeinde nur über die drei Dörfer Ianitz (oder Janits), Latarza und Sarriazkoiti, heute Ortsteile der Gemeinde, in den Schriften erwähnt. Die Kenntnis über die Geschichte der Gemeinde bleibt lückenhaft. Bekannt sind die Einrichtung des Adelshauses Donamartia im 12. Jahrhundert und die Erfassung von 61 Haushalten in Janits im 17. Jahrhundert.
Toponyme und Erwähnungen von Lecumberry waren:
- Lecumberry (1402, Urkunden des Königreichs Navarra),
- Laccumberry (1650),
- Saint Martin de Lecumberry (1703, Manuskript des 18. Jahrhunderts des Bistums Bayonne),
- Sanctus-Martinus de Janits vulgo de Lecumberry (1763, Kollationen des Bistums Bayonne),
- Leccumberry (1750, Karte von Cassini),
- Lecumberry (1793 und 1801, Notice Communale bzw. Bulletin des lois) und
- Lécumberry (1863, Dictionnaire topographique Béarn-Pays basque).[5][6][7]

Toponyme und Erwähnungen von Janits waren:
- Ianiz (1264 und 1340),
- Janiz (1350),
- Yanitz (1366),
- Yaniz (1513, Urkunden aus Pamplona),
- Janits (1750, Karte von Cassini) und
- Sanctus Martinus de Janits (1763, Kollationen des Bistums Bayonne).[8][5][6]

Toponyme und Erwähnungen von Latarza (Latarce) waren:
- Latarça (1264 und 1350),
- Latarce (1366),
- Latarce (1708, Vorschriften der Komturei von Irissarry) und
- La Tarse (1750, Karte von Cassini).[8][5][6]

Toponyme und Erwähnungen von Sarriazkoiti waren:
- Sarriasgoyti (1304),
- Sarriascoyti (1350) und
- Sent Martin Dessariayzcoiti (1366).[8]

### Wappen

Wappen von Lecumberry

Die Gemeinde trägt das Wappen seit 2002.
Der linke Teil zeigt das Wappen der Familie Saint-Martin und der rechte Teil das Wappen der Familie Salle de Ianiz (heute unter dem Namen Janits ein Ortsteil von Lecumberry).

### Einwohnerentwicklung
Nach einem Höchststand der Einwohnerzahl von 664 in der ersten Hälfte des 19. Jahrhunderts reduzierte sich die Zahl bei kurzen Erholungsphasen bis zu den 1870er auf ein Niveau von rund 500 Einwohnern, bevor die Größe der Gemeinde zu Beginn des 20. Jahrhunderts wieder abnahm. Seit der Jahrtausendwende ist die Zahl der Einwohner auf unter 200 gefallen.
| Jahr      | 1962 | 1968 | 1975 | 1982 | 1990 | 1999 | 2006 | 2009 | 2022 |
| --------- | ---- | ---- | ---- | ---- | ---- | ---- | ---- | ---- | ---- |
| Einwohner | 286  | 259  | 227  | 215  | 208  | 182  | 182  | 182  | 184  |

## Sehenswürdigkeiten

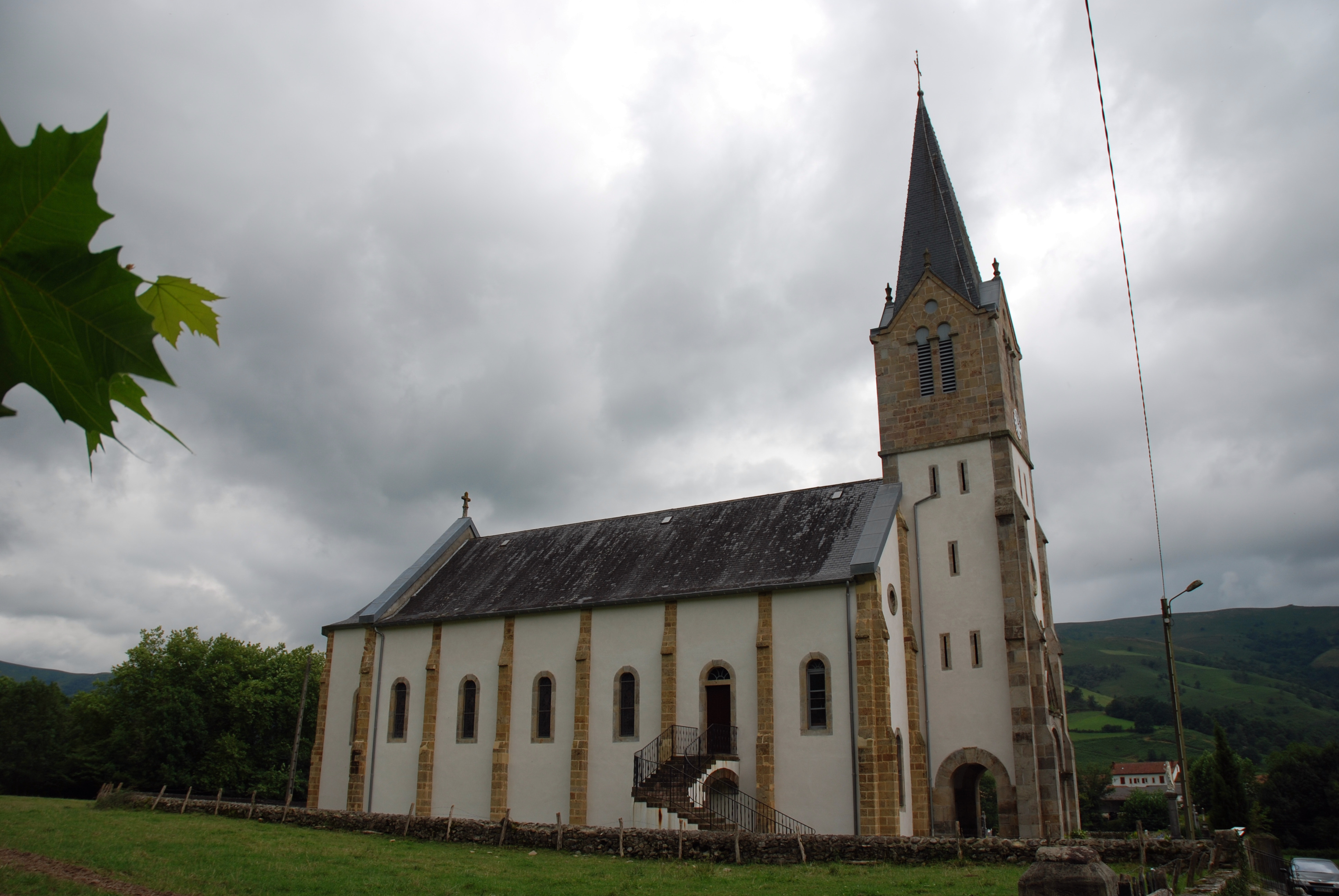
Pfarrkirche Saint-Martin

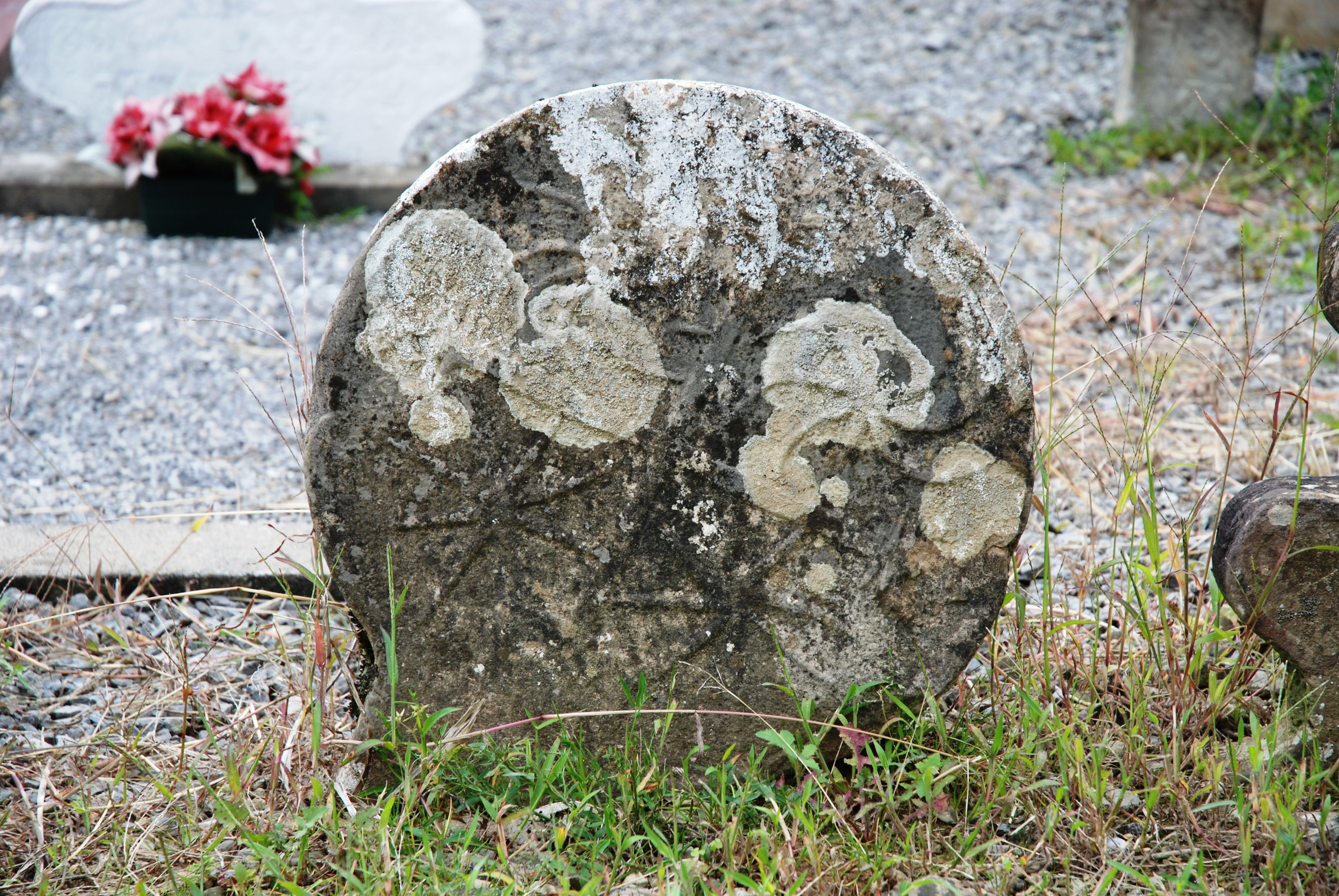
Hilarri auf dem Friedhof von Lecumberry

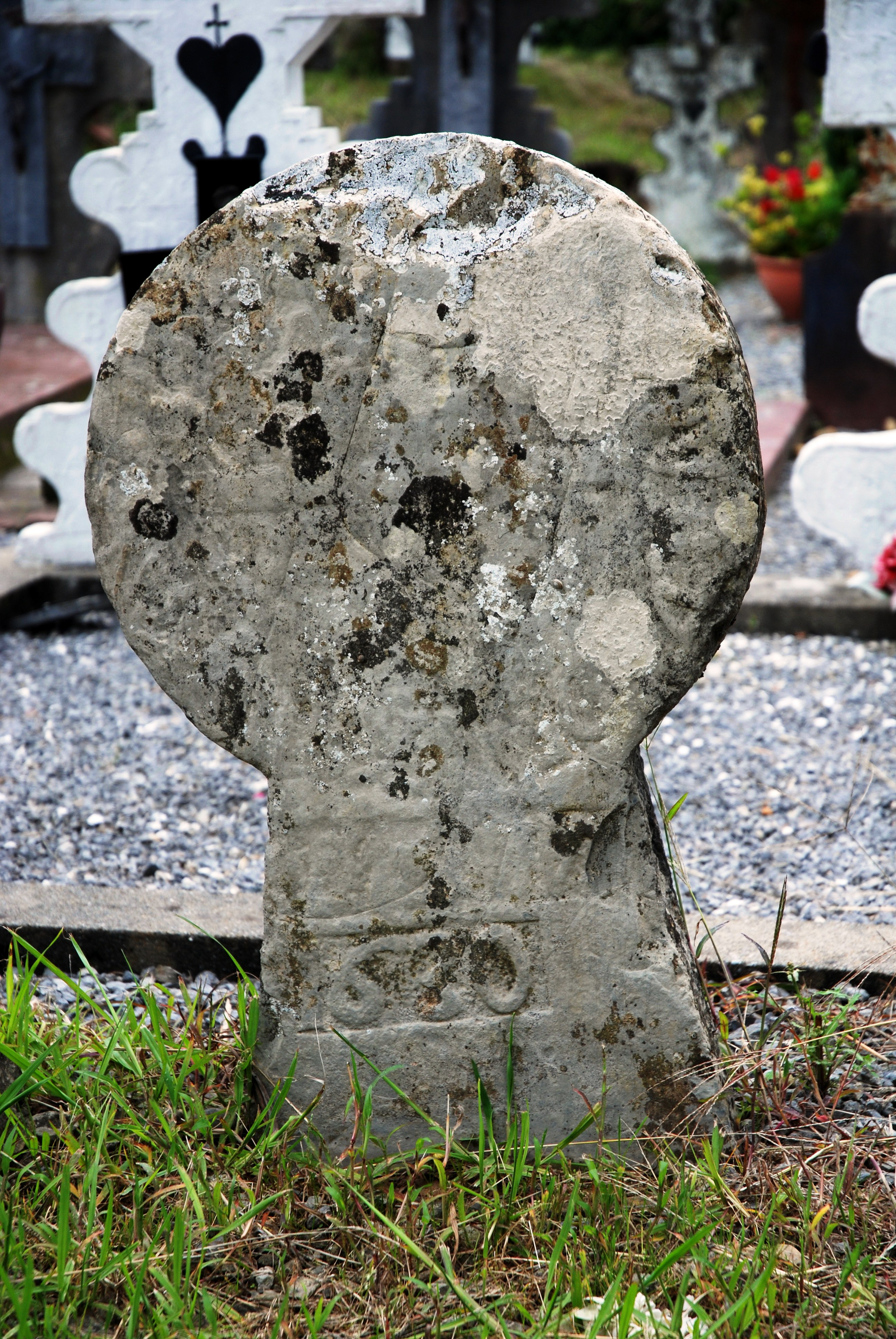
Hilarri auf dem Friedhof von Lecumberry

- Pfarrkirche von Lecumberry, geweiht Martin von Tours. Als die ehemalige Pfarrkirche in der Nähe eines Festen Hauses namens Donamartia in einen Zustand geriet, bei dem die Sicherheit der Gläubigen nicht mehr gewährleistet werden konnte, entschloss sich die Gemeinde zu einem Neubau zwischen 1867 und 1874. Das einschiffige Langhaus wird im Osten durch eine mehreckige Apsis abgeschlossen. An der Westseite ragt der viereckige Glockenturm empor mit einem Zwillingsfenster und einem darüber liegenden Okulus an allen vier Seiten des Glockenstuhls. Eine Empore aus Holz umläuft innen das Langhaus auf drei Seiten. Wie in allen Kirchen des Baskenlandes üblich, sind die Plätze auf der Empore traditionell den Männern vorbehalten, da sich im Baskenland Männer und Frauen während einer Messe getrennt aufhalten. Zugang zu der Empore bieten an dieser Kirche eine Innentreppe sowie zwei äußere Wendeltreppen aus Schmiedeeisen an der Nord- und Südseite. Das Langhaus wird von einem falschen Tonnengewölbe in Rundbogenform, der Chor von einem falschen Kreuzrippengewölbe abgedeckt. Die Bleiglasfenster mit Motiven von religiösen Persönlichkeiten sind Werke der renommierten Glasmalerei Mauméjean. Die Pfarrkirche wurde im Laufe des 20. Jahrhunderts restauriert und ist als nationales Kulturgut registriert.[12][13] Auf dem Friedhof von Lecumberry, der die Pfarrkirche umgibt, stehen neben mehreren scheibenförmigen Grabstelen, Hilarri genannt, auch mit Navarrakreuzen versehene Grabstätten, zwei Elemente der Bestattungskunst, die typisch für das Pays de Cize sind. Die Hilarri knüpfen an die Tradition der vorchristlichen Zeit und erfuhren zwischen dem 16. und 18. Jahrhundert eine große Beliebtheit im Baskenland. Diese traditionellen Stelen, die gegen die aufgehende Sonne aufgestellt sind und selten den Namen des Verstorbenen tragen, sind oft mit einem Baskischen Kreuz, Lauburu genannt, verziert, können aber auch mit pflanzlichen, religiösen, künstlerischen oder Sonnensymbolen versehen sein. Navarrakreuze hingegen sind aus einem einzigen Steinblock herausgearbeitet.[14]

- Bauernhof Iturraldea. Das Bauernhaus im Ortsteil Janits ist vermutlich zwischen 1650 und 1750 gebaut worden und damit eines der ältesten Häuser in Lecumberry. Wie bei den meisten Bauernhäusern der Region besitzt auch dieses Haus einen eskaratz, einen zentralen Eingangsbereich, von dem alle anderen Räume der Wohn- und Arbeitsbereiche zugänglich sind. Der vordere Teil birgt die Wohnräume, Schlafzimmer auf der linken, die Küche auf der rechten Seite, der hintere Bereich die Räume für landwirtschaftliche Aktivitäten (Stall und darüber liegender Heuboden). Der Anbau im hinteren Teil des Hauses ist jüngeren Datums.[15][16]

- Bauernhof Teilagorria. Das Datum der Errichtung des Bauernhauses im Ortsteil Ahatekarrika ist unbekannt. Die Jahreszahl „1792“ auf einer Tafel oberhalb des Eingangs zeigt das Datum eines Umbaus an, bei dem das Haus vermutlich vergrößert, mit einem Walmdach ausgestattet und Türen und Fenster modernisiert wurden. Ein zweiter Wohntrakt ist wahrscheinlich um 1894 an der rechten Seite angebaut worden, wie die Inschrift „PIERRE 1895 ETCHELECU MAISON TEILLAGORRIA 1792“, verziert mit Darstellungen von Vögeln und Baskischen Kreuzen, über der Tür zum eskaratz belegt. Im 20. Jahrhundert sind weitere Nebengebäude hinzugekommen. Die Aufteilung der Räume um einen zentralen eskaratz entspricht der des Bauernhauses Iturraldea. Die Besonderheit an diesem Haus ist die zweifarbige Einfassung der Eingangstür aus abwechselnd eingebauten Steinen aus rotem Sandstein und weißem Kalkstein, wie sie in Nieder-Navarra oft anzutreffen ist. Das Bauernhaus wurde im Laufe des 20. Jahrhunderts restauriert und ist als nationales Kulturgut registriert.[17][18]

- Ehemaliges Festes Haus Donamartia. Das im 14. Jahrhundert errichtete Gebäude sind Fensteröffnungen, Schießscharten, Kragsteine an der West- und Ostseite, ein Fragment eines Gesims an der Südseite und Abrissspuren eines Scharwachtturms von seinem Ursprung erhalten geblieben. Der Bau wurde mehrfach umgestaltet. Von seinen ursprünglich mindestens vier Stockwerken sind heute zwei übrig geblieben. Im 17. Jahrhundert wurde ein Treppenhaus im Gebäude eingebaut und die Südseite erhielt Fensteröffnungen entsprechend der Jochen. Zur gleichen Zeit wurde der Taubenschlag als einzelstehendes Nebengebäude errichtet. Die Sitzstangen für die Tauben befinden sich im oberen Teil, die Nistplätze sind aus roten Backsteinen gefertigt. Der Besitz eines Taubenschlags getrennt vom Wohngebäude war ein Privileg von Grundherrn zu Zeiten des Ancien Régimes bis zur Französischen Revolution. Seitdem wurde der Taubenschlag als Lagerraum genutzt. Auf einer Tafel im Innern des Hauses, die ursprünglich auf der Fassade aufgestellt war, ist neben einem auf den Kopf stehenden Wappen die Jahreszahl „1750“ zu erkennen. In dieser Zeit wurde der Innenbereich umgestaltet und mit Kaminen ausgestattet. Im 19. Jahrhundert wurde der rundbogenförmige Eingang und zwei Fensteröffnungen auf der östlichen Seite geschaffen. Die Jahreszahl „1852“ auf dem Eingang zum ehemaligen Pferdestall zeigt das Jahr seiner Errichtung.[19][20]

## Wirtschaft und Infrastruktur

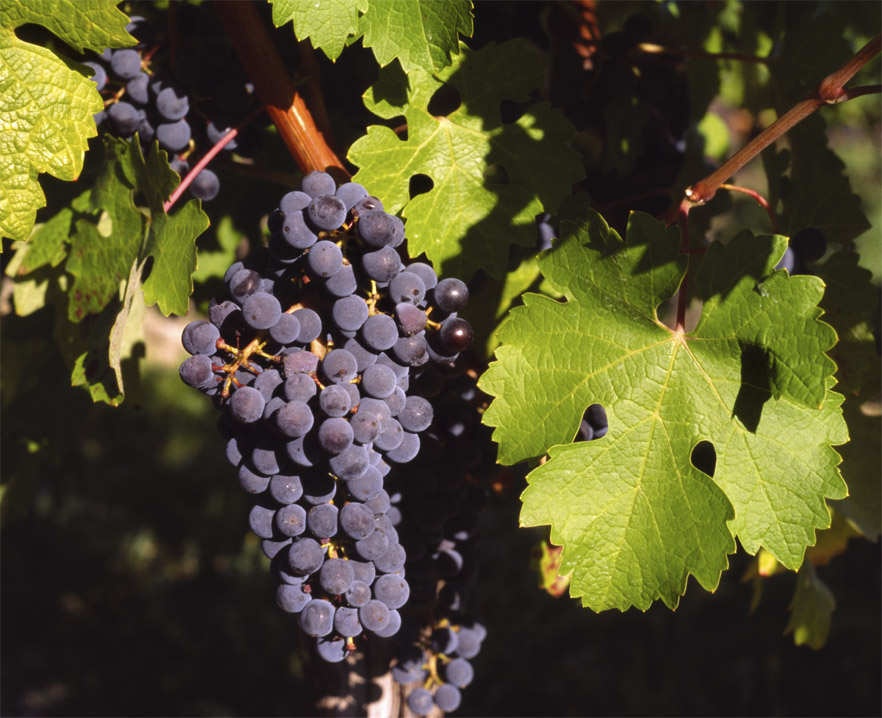
Trauben der Rebsorte Cabernet Sauvignon

Landwirtschaft und Tourismus bestimmen die Wirtschaft der Gemeinde. Mehrere Bauernhöfe produzieren Produkte aus Schafmilch. Lecumberry liegt in den Zonen AOC des Weinbaugebiets Irouléguy, des Ossau-Iraty, eines traditionell hergestellten Schnittkäses aus Schafmilch, sowie der Schweinerasse und des Schinkens „Kintoa“.

### Sport und Freizeit
Der Fernwanderweg GR 10 von Hendaye am Atlantik nach Banyuls-sur-Mer am Mittelmeer führt durch die Gemeinde.
Ein Wanderweg von 14 km Länge mit einem Höhenunterschied von 470 m führt vom Parkplatz in Iraty-Cize durch den Forêt d’Iraty, dem größten Buchenwald Europas, zum Gipfel des Okabe und zu den Cromlechs.

### Verkehr
Lecumberry wird durchquert von den Routes départementales 18 und 301.